# Badar Al-Maimani
Badar Mubarak Saleh Al-Maimani (16 luglio 1984) è un calciatore omanita, attaccante del Fanja.

## Carriera

### Club
Comincia a giocare in patria, al Muscat. Nel 2004 si trasferisce in Arabia Saudita, all'Al-Riyad. Nel 2005 passa all'Al-Ahly Doha, squadra della massima serie qarariota. Nel 2007 viene acquistato dall'Al-Sailiya. Nell'estate 2009 torna in patria, al Muscat. Nel gennaio 2010 si trasferisce in Arabia Saudita, all'Al-Ettifaq. Nell'estate 2010 torna in patria, all'Al-Nahda. Nel 2011 passa al Muscat. Nel 2012 viene acquistato dal Fanja.

### Nazionale
Ha debuttato in Nazionale nel 2003. Ha partecipato, con la Nazionale, alla Coppa d'Asia 2004 e alla Coppa d'Asia 2007. Ha collezionato in totale, con la maglia della Nazionale, 71 presenze e 16 reti.